# Pino Di Modugno
Pino Di Modugno, all'anagrafe Giuseppe Di Modugno (Bari, 5 novembre 1934), è un musicista italiano.

## Biografia
Pino di Modugno nasce da una famiglia di agricoltori, priva di cultura musicale, e si appassiona già all'età di tre anni alla fisarmonica, sentendola suonare da un suo vicino. Viene avviato allo studio dello strumento e all'età di nove anni, nel 1944, vince il concorso “Paradiso dei dilettanti” organizzato dalla EIAR.
Si esibisce poi al Teatro Piccinni, al Giardino Alhambra e al Caffè Savoia di Bari; buon improvvisatore, suona qualsiasi genere iniziando una carriera solistica; dal 1949 partecipa a numerosi concorsi nazionali e internazionali ed ottiene riconoscimenti dai maestri in giuria, quali Luigi Ferrari Trecate, Franco Alfano, Adamo Volpi, Guido Farina e Nino Rota.
Nel 1958 vince il decimo Festival Internazionale della Fisarmonica, Categoria Classica.
Nel 1959 vince il Festival Internazionale di Pavia, Categoria Jazz.
Nel settembre del 1961, al tredicesimo Festival Internazionale della Fisarmonica a Pavia, si classifica primo nella categoria "E - Jazzisti con ritmi". Nello stesso anno si classifica primo nella categoria "E" al "Decimo campionato nazionale fisarmonicisti e armonicisti di Merano".
È autore di trascrizioni e di brani per fisarmonica, pubblicati da Edizioni musicali quali Hohner, Farfisa, Berben, Wurzburger e Musicomania nella collana dedicata alla fisarmonica.
I successi conseguiti nel corso degli anni gli consentono di partecipare a numerose trasmissioni radiofoniche e televisive sia nazionali che locali; si dedica anche all’attività concertistica esibendosi nelle maggiori città della Germania, Francia, Spagna, Portogallo, Inghilterra, Stati Uniti, Canada, Venezuela.
Negli anni ’60 forma un complesso musicale; nello stesso periodo, ascoltando il duo Santo & Johnny, inizia a studiare la chitarra hawaiana che diviene ben presto il suo secondo strumento, con cui ottiene ottimi successi e incide per la Fonit-Cetra quattro LP e due 45 giri.
Nello stesso periodo inizia a diffondersi l'elettronica applicata alla fisarmonica e si dedica in particolare allo strumento Cordovox con cui sviluppa sonorità orchestrali di grande effetto, divenendo ben presto un dimostratore di questo tipo di strumenti.
Nel 1991 gli viene assegnato il premio “Gemma di Puglia”, destinato a personaggi ed istituzioni particolarmente distinti nel proprio settore di attività.
Nel 1996 il premio "Golden Master 1996” di Castelfidardo, per il ventunesimo premio internazionale di fisarmonica.
Nel 1998 viene invitato in Canada e partecipa al decimo “Carrefour mondial de l’accordeon”.
Nel 2000 si esibisce al festival "La fisarmonica: i suoni della tradizione" a Savigliano
Nel 2001 viene nvitato dal comune di Castelfidardo al concerto per i venti anni del Museo della Fisarmonica.
Nel 2003 premio alla carriera .
Nel 2009 viene invitato dal museo delle impronte della mano dei più grandi fisarmonicisti del mondo per il calco della sua mano. Nello stesso anno, il premio ISFOA alla carriera.

## Discografia

### Album
- 1964 Cascavel (Farfisa)
- 1972 Anema e core (Cetra, LPP 210)
- 1974  2° (Cetra, LPP 245)
- 1974 Terza raccolta (Cetra, LPP 270)
- 1976 Raccolta n° 4  (Cetra, LPP 323)
- 1985 Liscio e busso (C&M)
- 1986 Tutto di me (Pindisc)
- 1992 Accordion (Pindisc)
- 1993 Liscio Compilation (Pindisc)
- 1999 Accordion Dance (Pindisc)
- 2001 No quello!!! Quello! (Pindisc)
- 2004 Bedouin (Red Records)
- 2004 Paradoxa (Red Records)
- 2005 Tra veglia e sonno (Pindisc)
- 2007 Pino di Modugno Play Pino Di Modugno (Pindisc)
- 2008 Dizzy Fingers (Pindisc)
- 2009 Stelle di Natale (Pindisc)
- 2009 Incontri Chit hawaiana (Pindisc)
- 2013 The Spirit of Pino (Pindisc)
- 2016 Pino Amore e Fantasia (Chit. Hawaiana) (Pindisc)
- 2018 Nina (Pindisc)
- 2021 Slalom (Pindisc)

### Singoli
- 1974 Samba Pa Ti/Free Time (Cetra, SPD 671)
- 1977 Hey Paola/Delicado (Cetra, SPD 684)